# Roger Vailland (livre)
Pour l'écrivain, voir Roger Vailland.
Roger Vailland est une biographie de Roger Vailland écrite par Élisabeth Vailland et René Ballet, parue en 1973 aux éditions Seghers dans la collection Écrivains d'hier et d'aujourd'hui. Plutôt qu'une véritable biographie, il s'agit en fait de témoignages venant de ses proches, complétés par une sélection d'articles que le Vailland journaliste écrivit à différentes époques de sa vie.

## Objet et structure de l'ouvrage
Élisabeth Vailland, la femme de Roger Vailland et René Ballet, l'un de ses plus proches amis, ont coécrit cette biographie par les deux auteurs ainsi que son ami Henry Bourbon, député communiste du département de l'Ain, avec lequel Vailland avait tant bourlingué sur les routes de ce département, étant avec lui de toutes les réunions politiques et de toutes les élections.
L'ouvrage se présente en trois grandes parties :
- D'abord l'homme Vailland tel que ses proches ont pu le connaître ;
- Une étude de René Ballet sur le parcours de l'homme ;
- Enfin un choix d'articles du Vailland journaliste, articles importants qui sont autant de jalons dans sa vie, du jeune journaliste de Paris-midi au dernier article publié en décembre 1964, quelques mois avant sa mort, au titre si symbolique pour, "l'homme désoccupé" comme on l'a parfois nommé alors : L'éloge de la politique.

## Résumé et contenu
Comme il est indiqué dans la présentation de l'ouvrage : « Ce livre est une recherche de Roger Vailland dans la mémoire de ceux qui l'ont connu, dans ses écrits, dans ses articles de presse. »
- Un homme frivole par Élisabeth Vailland : Élisabeth Vailland, sa seconde femme, revient sur l'image qu'avait son mari et donne sa propre vision de sa vie avec l'homme.
- De plain-pied avec les gens d'ici par Élisabeth Vailland et Henri Bourbon
- Roger Vailland par René Ballet : René Ballet reprend ici sa vision de l'homme et de l'écrivain tel qu'il l'avait déjà développée dans ses articles en une chronologie qui forment autant de chapitres :
  - L'accul : les 'territoires' de Vailland
  - Le jeune homme seul de Reims, allusion au livre éponyme où Vailland évoque, dans la première partie, sa jeunesse rémoise.
  - L'homme seul à Paris : ses débuts de pauvre journaliste.
  - Le camp retranché : l'écrivain et le journaliste engagé que René Ballet décrit dans plusieurs articles qu'il nomme : les images d'Épinal, des communistes cornéliens, le couvent laïque, un vieux monsieur très sage, la mort du milan, le chef-d'œuvre éborgné, la fin de la préhistoire ouvrière, articles basés sur les Écrits intimes de Vailland, publiés après sa mort, et dont il tire l'essentiel de ses citations.

- Choix d'articles : Élisabeth Vailland et René Ballet ont puisé dans le vivier des articles de presse écrits par Vailland tout au long de sa vie, il en aurait selon René Ballet rédigé quelque 2500, ce qui augure un choix difficile, et qu'il présente en plusieurs rubriques :
  - Le jeune reporter : enquête dur la vie des clochards puis le correspondant de guerre qui décrit la triste réalité de l'immédiat après-guerre en Allemagne.
  - L'homme de presse et le reporter sportif dans un hommage à son ami Pierre Gaude dont il avait tant apprécié l'aide amical et l'abnégation à l'époque de Beau masque, le sport du cyclisme au 24 heures du Mans[1].
  - Le voyageur : Roger Vailland a été toute sa vie un grand voyageur dont il a tiré des récits pour l'Indonésie, l'Égypte et l'île de La Réunion. L'Italie l'a aussi beaucoup inspiré, pas seulement parce que La loi se situe dans les Pouilles, mais est l'objet de nombreux articles dont deux nous sont présentés ici[2].
  - L'amateur d'art : Il a aussi beaucoup écrit sur le théâtre et le cinéma[3] ou ses amis artistes. Les auteurs ont choisi ici des articles sur le théâtre et L'état de siège d'Albert Camus, le cinéma avec le Manon Lescaut de Clouzot et la méthode de travail de son ami, le peintre Pierre Soulages[4]. Il écrit aussi à propos de ses lectures, la technique de Peter Cheyney, développe quelques idées sur l'art romanesque et évoque Lamiel, le roman inachevé de Stendhal.
  - L'homme de son temps : Celui qui s'intéresse à la vie quotidienne de son époque à travers trois articles qui traitent des bals populaires, de la chanson et du salon des arts ménagers.
  - Le campagnard : Roger Vailland a beaucoup vécu à la campagne, dans le département de l'Ain, après la guerre, que ce soit à Chavannes-sur-Reyssouze près de Mâcon, où il écrivit Drôle de jeu, aux Allymes sur les hauteurs d'Ambérieux-en-Bugey où il allait avec ses amis voir les cheminots et les ouvriers de Saint-Rambert en Bugey, berceau de Beau masque puis Meillonnas dans la Bresse où il passera le reste de sa vie. Parmi les nombreux articles qui constellent cette période de sa vie, les auteurs ont choisi la vie des paysans à Chavannes-sur-Reyssouze et leur prise de conscience politique, la vie difficile des paysans aux Allymes et le prix des chevaux à la foire de Bourg-en-Bresse [5].
  - Le militant : Ce florilège n'aurait pas été complet s'il n'évoquait le militant politique, surtout pendant sa résidence aux Allymes, à travers une manifestation parisienne, une grève à Homécourt dans le pays lorrain et la campagne électorale dans l'Ain avec son ami, le député communiste Henri Bourbon pour clore ce chapitre et le livre par son dernier article qui paraît en décembre 1964 et s'intitule : Éloge de la politique[6],[7]. Beau credo pour un homme dont on disait le dégoût pour la politique.

## Sources
- Roger Vailland et le cinéma : Roger Vailland et le cinéma
- Roger Vailland et le cinéma : Réflexions sur le cinéma